# Jan C. Vondrouš
Jan Charles Vondrouš (též Jan Karel Vondrouš, 24. ledna 1884 Chotusice – 28. června 1970 Praha) byl český rytec a grafik.

## Život
Narodil se v chudé rodině krejčího. Jako devítiletý spolu s rodiči opustil Čechy a od roku 1893 žil v USA. V letech 1899-1904 studoval National Academy of Design v New Yorku, poté v ateliéru malby u George Willoughby Maynarda a dále absolvoval leptařskou školu u Jamese Davida Smillieho. V USA obdržel za svou grafickou tvorbu v letech 1901-1926 četná ocenění.
Po ukončení Akademie se s dalšími výtvarníky usadil v rybářské osadě Provincetown na východním pobřeží USA. Později pracoval v New York Herald a New York Times, tvořil ilustrace, reklamní kresby a knižní obálky. Roku 1910 odjel do Prahy a v letech 1912 a 1914 cestoval po Itálii. Třikrát navštívil Benátky, dvakrát pobýval v Belgii (1920, 1921) a také v Paříži (1927). Na počátku 1. světové války se vrátil do New Yorku. Byl úspěšný ve získávání zakázek a pořídil si ateliér na Long Islandu. Po skončení války již o jeho americké náměty zájem ochabl a proto se vrátil do Československa. Obesílal výstavy doma i v USA a jeho přítel a sběratel grafiky Henry J. John mu zajišťoval odbyt v Americe. Souborně vystavoval ve Vídni (1915), New Yorku (1917 a 1922), v Bostonu (1924), v Milwaukee (Art Institute), v Beloit, v Lawrence, Kansas (1924), v St. Paul (1925), v San Franciscu (1927). Dále v USA na výstavách Chicago Society of Etchers v Chicagu, v Los Angeles a mnoha dalších. Od roku 1926 se natrvalo usadil v Praze, kde si nechal postavit dům ve Střešovicích Na Ořechovce 486. Ve 30. letech pracoval pro Baťovy závody.
Byl řádným členem Chicago Society of Etchers a Print Makers' Society of California, v Československu byl členem SVU Mánes (1911-1928) a SČUG Hollar (1942-1944). V roce 1948 mu sdružení Hollar uspořádalo velkou retrospektivní výstavu. Jan C. Vondrouš pokračoval v práci i v 50. a 60. letech. Zemřel v roce 1970.

### Ocenění
- 1901 - 1. místo Baldwinovy ceny National Academy of Design, New York (lept Arabský náčelník);
- 1902 - 1. cena za kresbu podle živého modelu National Academy of Design, New York;
- 1902 - Eliottova stříbrná medaile National Academy of Design, New York (za kresbu podle živého modelu);
- 1903 - 1. místo Hallgartenovy ceny za kompozici;
- 1915 - bronzová cena za lept, Panama – Pacific International Exposition, San Francisco;
- 1918 - čestné uznání Helen Foster Barnettovy ceny, na 3rd Annual Exhibition of the Brooklyn Society of Etchers (lept Square. Thurnau tj. čes. Náměstí v Turnově);
- 1917 - Loganova cena, Chicago Society of Etchers (lept Canal in Venice – Kanál v Benátkách);
- 1918 - Loganova cena, Chicago Society of Etchers;
- 1919 - Loganova cena, Chicago Society of Etchers;
- 1926 - vyznamenání na výstavě Sesqui–Centenial International Exposition, Philadelphia

## Dílo

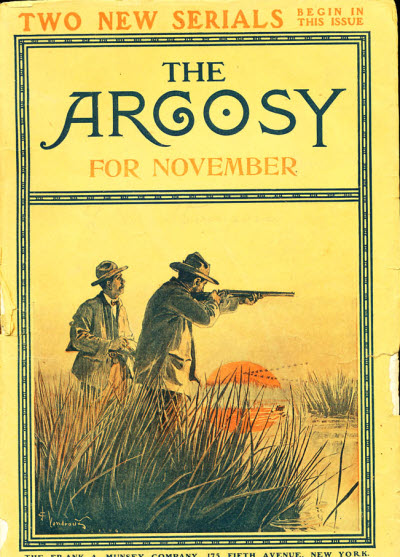
Jan Charles Vondrouš: Argosy, The Frank A. Munsey Company 1906

V Americe byl např. autorem knižních obálek a jako jeden z prvních zachycoval práci v docích a na stavbách. Během první světové války pracoval na sérii tisků s názvem Kulturtraegers (Nositelé kultury). Za vrchol jeho grafické tvorby jsou považovány listy s náměty ze Staré Prahy (Staroměstská radnice, 1913). Soubor pražských leptů vydal roku 1915. Po návratu do Československa začal zachycovat průmyslové motivy a česká města včetně svého rodného kraje – Čáslav, Kutnou Horu apod. Vytvořil i tři desítky poštovních známek Československa a období Protektorátu Čechy a Morava.
Jeho soubory grafických listů jsou ve sbírkách ve Washingtonu, New Yorku, Chicagu, Londýně, Cambridge, Brightonu, v Paříži, v Berlíně i Madridu.

### Zastoupení v domácích sbírkách
- Národní galerie v Praze
- Galerie středočeského kraje v Kutné Hoře
- Galerie výtvarného umění v Chebu
- Muzeum umění a designu Benešov
- Severočeská galerie výtvarného umění v Litoměřicích
- Galerie výtvarného umění v Ostravě
- Oblastní galerie v Liberci
- Oblastní galerie Vysočiny v Jihlavě
- Galerie umění Karlovy Vary
- Galerie moderního umění v Hradci Králové
- Galerie výtvarného umění v Náchodě
- Památník národního písemnictví

### Známková tvorba
První známkami J. C. Vondrouše byla série „Malá dohoda“ (Pofis 320-321, Michel 375-376) vydaná 1.7.1937. Motiv této známky byl použit pro známku České republiky s námětem „Tradice české známkové tvorby“ (Pofis 347) z 20.1.2003 .

#### Československé známky
| kat. Pofis | kat. Michel | Název známky                                                             | Vydání    | Vyobrazení |
| 320        | 375         | Malá dohoda (2 Kč)                                                       | 1.7.1937  |            |
| 321        | 376         | Malá dohoda (2,50 Kč)                                                    | 1.7.1937  |            |
| 342        | 398         | Výstava poštovních známek PRAGA (50 h)                                   | 26.6.1938 |            |
| 343        | 399         | Výstava poštovních známek PRAGA (1 Kč)                                   | 26.6.1938 |            |
| A343       | bl.5        | Výstava poštovních známek PRAGA - aršík                                  | 26.6.1938 |            |
| A437       | bl.9        | Celostátní výstava poštovních známek Brno 1946 (2,40 Kčs)                | 3.8.1946  |            |
| 438        | 502         | Města - Brněnská radnice (2,40 Kčs)                                      | 3.8.1946  |            |
| 439        | 503         | Města - Kostel sv. Vavřince v Hodoníně (7,40 Kčs)                        | 3.8.1946  |            |
| 634        | 710         | 4. výročí Vítězného února 1948 - odpich vysoké pece (2 Kčs)              | 25.2.1952 |            |
| 635        | 711         | 4. výročí Vítězného února 1948 - krakovací zařízení (3 Kčs)              | 25.2.1952 |            |
| 775        | 873         | Povolání - stavební dělník (15 h)                                        | 25.9.1954 |            |
| 921        | 1002        | Historická výročí měst a stavebních památek - Kolín (30 h)               | 27.2.1957 |            |
| 924        | 1005        | Historická výročí měst a stavebních památek - Karlův most v Praze (60 h) | 27.2.1957 |            |
| 925        | 1006        | Historická výročí měst a stavebních památek - Karlštejn (60 h)           | 27.2.1957 |            |

#### Protektorátní známky
| kat. Pofis | kat. Michel | Název známky                                                    | Vydání     | Vyobrazení |
| 31         | 28          | Krajiny, hrady a města (1. vydání) - Praha (1 K)                | 29.7.1939  |            |
| 32         | 29          | Krajiny, hrady a města (1. vydání) - Brno (1,20 K)              | 15.8.1939  |            |
| 33         | 30          | Krajiny, hrady a města (1. vydání) - Brno (1,50 K)              | 15.8.1939  |            |
| 36         | 33          | Krajiny, hrady a města (1. vydání) - Zlín (3 K)                 | 4.11.1939  |            |
| 38         | 35          | Krajiny, hrady a města (1. vydání) - Praha - Karlův most (5 K)  | 30.8.1939  |            |
| 39         | 36          | Krajiny, hrady a města (1. vydání) - Praha - Karlův most (10 K) | 30.8.1939  |            |
| 40         | 37          | Krajiny, hrady a města (1. vydání) - Praha - Karlův most (20 K) | 30.8.1939  |            |
| 43         | 41          | Krajiny, hrady a města (2. vydání) - Brno (1,20 K)              | 10.6.1940  |            |
| 45         | 57          | Krajiny, hrady a města (2. vydání) - Bechyně (5 K)              | 20.11.1940 |            |
| 49         | 61          | Krajiny, hrady a města (2. vydání) - Praha - Karlův most (20 K) | 20.11.1940 |            |
| 57         | 68          | Krajiny, hrady a města (3. vydání) - Praha (1 K)                | 28.7.1941  |            |
| 60         | 71          | Krajiny, hrady a města (3. vydání) - Brno (2,50 K)              | 28.7.1941  |            |